# Талпакоті еквадорський
Талпако́ті еквадорський (Columbina buckleyi) — вид голубоподібних птахів родини голубових (Columbidae). Мешкає в Еквадорі і Перу.

## Опис

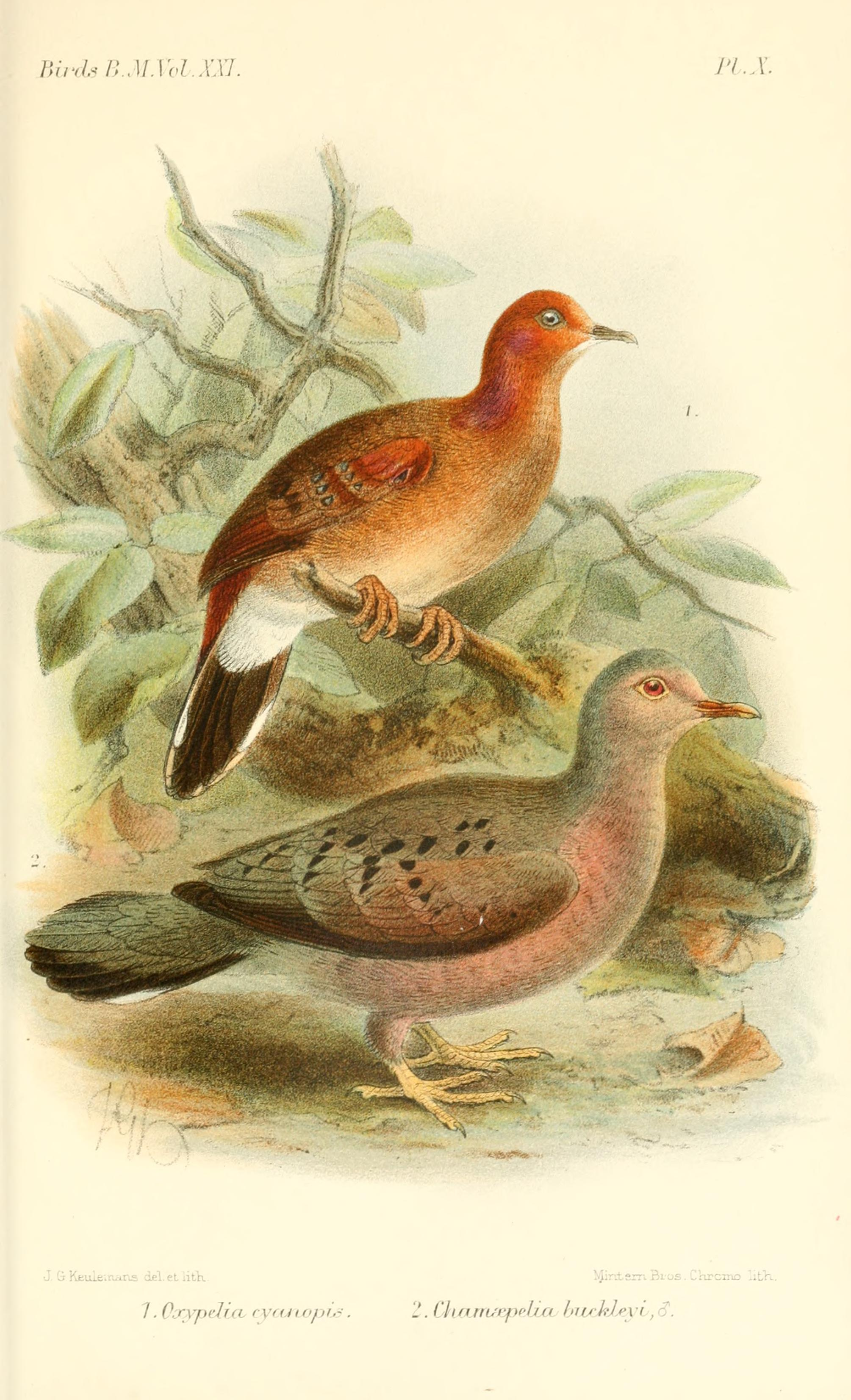
Рудий талпакоті (зверху) і еквадорський талпакоті (знизу)

Довжина птаха становить 18 см, вага 57 г. У самців лоб і обличчя сірувато-рожеві, груди і нижня частина тіла темно-сірувато-рожеві. Тім'я і шия сизувато-сірі, решта верхньої частини тіла переважно коричнювато-сіра. На крилах є ряд чорних плямок. Центральні стернові пера сірі, решта чорний, крайні стернові пера мають білі кінчики. Самиці мають більш коричнювате забарвлення, рожевий відтінок в їх оперенні менш виражений.

## Підвиди
Виділяють чотири підвиди:
- C. b. buckleyi (Sclater, PL & Salvin, 1877) — захід Еквадору і крайній північний захід Перу (Тумбес, П'юра);
- C. b. dorsti (Koepcke, 1962) — північний захід перу (долина Мараньйону в Кахамарці і Амасонасі).

## Поширення і екологія
Еквадорські талпакоті живуть в сухих і сезонно вологих широколистяних і вічнозелених тропічних лісах та у вторинних заростях, переважно на висоті до 900 м над рівнем моря, місцями на висоті до 2000 м над рівнем моря. Вони ведуть переважно наземний спосіб життя. Більшу частину часу вони проводять на землі, де живляться насінням. Гніздування у еквадорських талпакоті біло зафіксоване у лютому і березні. Гніздо робиться з гілочок, має чашоподібну форму. розміщується в чагарниках або на дереві, на висоті до 7 м над землею. В кладці 2 яйця. Інкубаційний період триває 14 днів, пташенята покидають гніздо через 12 днів після вилуплення.